# Зенітні ракетні війська України
Зенітні ракетні війська́ (ЗРВ) — рід військ у складі Повітряних сил, сухопутних військ і ВМС, призначений для забезпечення у взаємодії з іншими родами військ, протиповітряної оборони важливих адміністративно-політичних центрів, промислово-економічних районів, угруповань збройних сил та інших важливих об'єктів. На озброєнні мають різні типи зенітних ракетних (зенітних артилерійських) комплексів з високими можливостями ураження сучасних засобів повітряного нападу в широкому діапазоні висот та швидкостей їх польоту, за різних погодних умов і часу доби.
Станом на 2016 рік, зенітні війська зі складу Повітряних сил мали 60 дивізіонів ЗРК: 35 дивізіонів С-300П, 9 дивізіонів С-125, 3 дивізіони С-300В, та 15 дивізіонів ЗРК «Бук».

## Завдання
Для України захист військово-політичних центрів, об'єктів промисловості та енергозабезпечення, є одним з першорядних завдань забезпечення обороноздатності країни. Щонайменше близько 40 важливих об'єктів держави потребують постійного прикриття силами та засобами протиповітряної оборони. Серед них:
- П'ять атомних електростанцій: Запорізька АЕС, м. Енергодар Запорізької області; Південноукраїнська АЕС, смт. Костянтинівка Миколаївської області; Рівненська АЕС, м. Вараш Рівненської області; Хмельницька АЕС, смт. Нетішин Хмельницької області; Чорнобильська АЕС, м. Прип'ять Київської області.
- Греблі Дніпровського каскаду, яких шість: Київська, м. Вишгород Київської області; Канівська, м. Канів Черкаської області; Кременчуцька, м. Кременчук Полтавської області; Середньодніпровська, м. Кам'янське Дніпропетровської області; Дніпровська, м. Запоріжжя; Каховська, м. Нова Каховка Херсонської області.
- Греблі Дністровського каскаду (Дністровська ГЕС, Нижньодністровська ГЕС)
- Підприємства та об'єкти хімічної промисловості (сховища, трубопроводи), та міста, де такі об'єкти розташовані. В Україні їх більше десятка. Руйнування або техногенні аварії на підприємствах хімічної промисловості України можуть призвести до забруднення значних площ, у які потраплять близько 7 млн осіб, а безповоротні втрати становитимуть близько 1 млн людей.
- Населені пункти, що мають особливе адміністративне значення та значну кількість населення, яке в них мешкає. Це, зокрема, такі міста, як Дніпро, Запоріжжя, Київ, Кривий Ріг, Львів, Маріуполь, Миколаїв, Одеса, Харків тощо.

## Історія
Найбільш помітно процес скорочення арсеналів ЗРВ почав відбуватися з 1997 року. Тоді до складу ЗРВ входило 160 дивізіонів у складі різних ЗРС та ЗРК. А саме: 26 дивізіонів С-200, 43 дивізіони С-300П, 19 дивізіонів С-75, 12 дивізіонів С-125, 6 дивізіонів С-300В, 27 дивізіонів «Круг», 23 дивізіони «Бук-М1», 4 дивізіони ЗРК «Куб». Скорочення чисельності сил та засобів ЗРВ здебільшого, відбувалося за рахунок виведення з бойового складу окремих зразків ЗРК (С-75, С-125, Круг, Куб), а також завдяки приведенню зенітних ракетних полків С-300П до трьох дивізіонного складу.
2006 року, внаслідок подальшого впорядкування організаційно-штатної структури, бойовий склад Зенітних ракетних військ Повітряних Сил Збройних Сил України включав 58 дивізіонів. А саме: 4 дивізіони С-200, 35 дивізіонів С-300П, 3 дивізіони С-300В, 16 дивізіонів «Бук-М1».
2007 року один дивізіон «Бук-М1» було продано до Грузії.
На 2008 рік на теренах України було розташовано приблизно 10 зенітно-ракетних формувань.[уточнити] На їх озброєнні пербували до 50 зенітно-ракетних комплексів,[уточнити] сотні ракет різної дальності. Зенітно-ракетні комплекси С-200, з радіусом ураження до 250 кілометрів, створювали зони, які перекриваються між собою і повністю захищали територію країни. Окремі міста, промислові і стратегічні об'єкти додатково охороняли зенітно-ракетні комплекси меншого радіуса дії — «Бук», «Оса», С-300.
2010 року, до ЗРВ входило вже 57 зенітних ракетних дивізіонів у складі 16 військових частин, а саме: 4 зенітні ракетні бригади та 12 зенітних ракетних полків. Всього в Зенітних ракетних військах на озброєнні тоді перебувало понад 4000 зразків озброєнь та техніки, з них майже 1000 — основні зразки ЗРК, АСУ, РЛС. До систем керування відносилось понад 15 комплектів автоматизованих систем керування п'яти різних типів. Радіолокаційне спостереження забезпечують понад 30 комплектів радіолокаційних станцій (РЛС) десяти різних типів — виробництва як колишнього Радянського Союзу, так і України (РЛС 35Д6, 19Ж6, 80К6).
До різних ЗРК зберігалось понад 5000 зенітних керованих ракет.
В межах Державної програми розвитку Збройних сил України на період 2006—2011 рр., а також в рамках заходів з покращення боєздатності військ ЗРВ на період до 2015 р планувалося продовжити ресурс та здійснити осучаснення зенітного ракетного озброєння з урахуванням можливостей української промисловості. А саме: до чотирьох С-300П, двох «Бук-М1», одного С-200 за один рік. Також планувалося:
- Повернення до бойового складу Повітряних Сил ЗС України та проведення модернізації 9-х дивізіонів ЗРК С-125, а також провести ремонт за технічним станом 3-ох ЗРК С-300П з баз зберігання і включити ці дивізіони до бойового складу;
- Здійснити заходи з покращення тактико-технічних характеристик певних зразків ЗРК та РЛС. Зокрема, провести модернізацію/підвищення автономності застосування ЗРС С-300П шляхом спряження з РЛС 35Д6М (закупівля 16-ти РЛС та спряження 11-ти з ЗРК С-300П та 5-ти з КПС), удосконалення РЛС 5Н84МА (6-ти комплектів) для ЗРК С-200В, 1Л13МА (10 комплектів) для КП зрп «Бук-М1»;
- Розробити складові вітчизняного виробництва для зенітних керованих ракет до ЗРК С-300В1, С-300П, Бук-М1, С-200В. А саме — твердопаливні маршеві двигуни, бортову апаратуру наведення. Це мало продовжити ресурсні показники зенітних керованих ракет завдяки виготовленню та заміні окремих вузлів. Особливо гострим було питання заміни пального у твердопаливних ЗКР на аналоги вітчизняного виробництва;
- Розробити та налагодити випуску клістронів та підсилювачів високої частоти вітчизняного виробництва. Це мало забезпечити заміну значної кількості несправних приладів НВЧ, насамперед, для ЗРК С-300П, що дозволить відновити боєздатність 70 % несправних ЗРК;
- Модернізувати наявну автоматизовану систему управління (АСУ) як у Повітряних силах, так і у Зенітних ракетних військах — з огляду або на моральну застарілість, або на складність ремонту наявних систем.

Розвиток перспективної системи АСУ ЗРВ був пов'язаний зі створенням автоматизованих командних пунктів, де мали встановлювалися АСУ української розробки (підприємство «Аеротехніка», м. Київ) під назвою «Ореанда-ЗРВ» (як складова АСУ авіацією та протиповітряною обороною «Ореанда ПС» Повітряних Сил у цілому). Переозброєння на АСУ «Ореанда ЗРВ», як планувалося, надасть можливість автоматизувати рівень взаємодії рішень «Повітряне командування» — зрбр (зрп), що вкрай важливо для сучасного швидкоплинного бою з протидії засобам повітряного нападу. Це, зокрема, мало у 2 рази збільшити кількість повітряних цілей/об'єктів, що супроводжуються автоматизовано, та удвічі зменшити необхідний час для автоматизованої видачі цілевказівки (з 10 до 5 секунд). Для вирішення завдань керування процесом автоматизації на тактичному рівні для потреб ЗРВ після завершення усіх етапів робіт планувалось закупити понад двадцять комплектів «Ореанда ЗРВ» для озброєння КП зрбр, зрп, груп зрдн.
У підсумку ці кроки мали збільшити на 25 % кількість вогневих підрозділів.
Заплановані заходи з покращення боєздатності військ ЗРВ були неодноразово оприлюдненні і донесені до громадськості у заявах відповідних посадових осіб Міноборони та Генерального штабу ЗС України. Проте 2011 року ці тези знову були повторені, що зрештою, свідчило про невиконання ключових положень програми.
Проєктом Державної програми реформування Збройних Сил України на 2011—2015 роки, було передбачено заходи із закупівлі нових (модернізованих) зразків ОВТ для потреб Повітряних Сил. На 2011 рік було заплановано провести осучаснення близько 10 зразків ОВТ радіотехнічних військ, капітальний ремонт ЗРК типу С-300 та С-200, виконати роботи з продовження ресурсу зенітних керованих ракет до ЗРК типу С-200, С-300, «Бук-М1».
Проте цього не сталося. Як стверджувалось, з причин обмеженого фінансування Державна Програма розвитку ЗС України та Програми розвитку Повітряних Сил на 2006—2011 роки, була зірвана. Роботи зі створення автоматизованих систем керування — як «Ореанда ПС», так і «Ореанда ЗРВ» — жодним чином не просунулись до рівня, щоб хоч якось вплинути на покращення боєздатності Повітряних сил. Було зірвано виготовлення серійного зразка, проведення державних випробувань та прийняття на озброєння «Ореанда ЗРВ». Бойова підготовка у ЗРВ ПС ЗСУ також зазнала суттєвих змін у бік спрощення.
Події 2014-го року пожвавили цей процес, тож у травні 2016 року вже було проведено кінцевий етап державних випробувань АСУ «Ореанда». Рішення державної комісії, до складу якої входило понад 100 військових фахівців, було позитивним.

### Російсько-українська війна
Станом на 2016 рік, зенітні війська зі складу Повітряних сил мали 60 дивізіонів ЗРК: 35 дивізіонів С-300П, 9 дивізіонів С-125, 3 дивізіони С-300В, та 15 дивізіонів ЗРК «Бук».
4 листопада 2017 року на тимчасовому пусковому майданчику поблизу населеного пункту Олександрівка Херсонської області успішно завершилися контрольні льотні випробування зенітних керованих ракет середньої дальності. Загалом було здійснено 23 постріли зенітними ракетними комплексами «Бук-М1» та «С-300» по 11 безпілотних літальних апаратах типу ВР-3 «Рейс» та визначених повітряних точкових координатах. Окрім того, підрозділи Сухопутних військ провели понад 20 пусків із зенітно-ракетних комплексів «Оса».
Станом на вересень 2018 року, стали на озброєння новітні мобільні автоматизовані системи керування (АСК) силами та засобами авіації, протиповітряної оборони ЗСУ «Ореанда».
У жовтні 2018 року на державному випробувальному полігоні «Ягорлик» у Херсонській області, було проведено перевірні льотні випробування зенітних керованих ракет ЗРК С-300В1 та С-125М1.
2 листопада 2018 року на державному полігоні «Ягорлик» у Херсонській області відбулися бойові стрільби зенітних ракетних комплексів малої та середньої дальності. Сталися визначальні відомчі випробування ЗРК С-125-2Д1, також було продовжено державні випробування модернізованого ЗРК Оса-АКМ, бойові стрільби ЗРК Бук-М1 та спеціальні стрільби зенітних ракетних систем С-300В1.
Наприкінці листопада 2018 року в межах введеного воєнного стану проводилися заходи щодо нарощення протиповітряної оборони України, крім того проведено стрільби ЗРК по морським надводним цілям. У грудні планувалося провести стрільби зенітного ракетного комплексу С-125-2Д1 по морським надводним цілям. Тобто цей комплекс може виконувати задачі як із захисту повітряного простору держави так і оборони з моря.
Водночас у січні 2019 року, передбачалося проведення випробування ЗРК «Куб». Цей комплекс також планувалося повернути на озброєння.
Від ранку 24 лютого 2022 року, коли відбулося російське вторгнення в Україну що почалося переважно з бомбардування крилатими ракетами засобів ППО України, зенітні ракетні війська́, почали розмірено знищувати ворожі повітряні цілі — російські ракети, військові літаки, вертольоти та БЛА. 12 квітня 2022 року, знаковою трьохсотою збитою ворожою повітряною ціллю, став російський штурмовик Су-25.

## Структура

### Повітряні Сили ЗСУ
- 11-та зенітна ракетна бригада (9К37 Бук-М1) А3730, м. Шепетівка Хмельницької області[10]
- 14-та зенітна ракетна бригада[11]
- 96-та зенітна ракетна бригада (75Р6 С-300ПС) А2860 (в/ч 27309), с. Данилівка Київської області
- 138-ма зенітна ракетна бригада (75Р6 С-300ПС, 70Р6 С–300ПТ) А4608 (в/ч 96402), м. Дніпро
- 160-та зенітна ракетна бригада (75Р6 С-300ПС) А2800 (в/ч 25252), с. Радісне Біляївського району Одеської області
- 201-ша зенітна ракетна бригада (75Р6 С-300ПС, 9К81 С-300В1) А2183, м. Первомайськ Миколаївської області
- 208-ма зенітна ракетна бригада (75Р6 С-300ПС, 70Р6 С–300ПТ) А1836 (в/ч 53848), м. Херсон
- 301-ша зенітна ракетна бригада (75Р6 С-300ПС) А0593, м. Нікополь Дніпропетровської області
- 302-га зенітна ракетна бригада (70Р6 С–300ПТ), А1215, м. Харків
- 540-ва зенітна ракетна бригада (75Р6 С-300ПС, 70Р6 С–300ПТ) А4623 (в/ч 04144), м. Кам'янка-Бузька Львівської області[10]
- 156-й зенітний ракетний полк (9К37 Бук-М1) А1402, м. Золотоноша Черкаської області
- 210-й зенітний ракетний полк (9К81 С300В1)[12] А0609, м. Умань Черкаської області
- 223-й зенітний ракетний полк (9К37 Бук-М1) А2847, м. Стрий Львівської області
- 225-й зенітний ракетний полк А4717, м. Полтава [13] [14]
- зенітний ракетний полк (розгортання)[15]

### ППО сухопутних військ
- 38-й зенітний ракетний полк (9К33М3 «Оса-АКМ») А3880, смт. Чорноморське Одеської області
- 39-й зенітний ракетний полк (9К33М3 «Оса-АКМ») А2892, м. Володимир Волинської області
- 1020-й зенітний ракетно-артилерійський полк
- 1021-й зенітний ракетний полк
- 1027-й зенітний ракетно-артилерійський полк
- 1039-й зенітний ракетний полк (9К33М3 «Оса-АКМ») А1964, смт. Гвардійське Дніпропетровської області
- 1121-й навчальний зенітний ракетний полк(9К33М3 «Оса-АКМ») Десна
- 1129-й зенітний ракетний полк (9К33М3 «Оса-АКМ») А1232, м. Біла Церква Київської області

### ППО військово-морських сил
- 7-й окремий зенітний ракетний дивізіон(інші мови) (С-125-2Д1) в/ч А0350, м. Очаків Миколаївська область[16]

## Розформовані

### Повітряні сили ЗСУ
- 12-та зенітна ракетна бригада[17] (С-200/С-75/С-125) А0000 (в/ч 65318), м. Євпаторія АР Крим
- 25-та зенітна ракетна бригада (9К81 С300В1) А1181 (в/ч 68506), м. Стрий Львівської області[18]
- 137-ма зенітна ракетна бригада (9К81 С300В1) А3024 (в/ч 55579), м. Умань Черкаської області
- 174-та зенітна ракетна бригада (75Р6 С-300ПС) А3009 (в/ч 48589), м. Севастополь (втрачена при окупації АРК)
- 50-й зенітний ракетний полк (75Р6 С-300ПС) А4489, м. Феодосія АР Крим (втрачений при окупації АРК)
- 55-й зенітний ракетний полк (9К37 Бук-М1) А4519, м. Євпаторія АР Крим (втрачений при окупації АРК)
- 100-й зенітний ракетний полк (С-200/С-75/С-125) А0000 (в/ч 26709), м. Запоріжжя[18]
- 108-й зенітний ракетний полк (9К37 Бук-М1) А4527 (в/ч 36836), м. Золотоноша Черкаської області
- 212-й зенітний ракетний полк (С-200/С-125) А4491 (в/ч 96443), м. Маріуполь Донецької області[18]
- 254-й зенітний ракетний полк (28кППО) (2К12 Куб) А0000 (в/ч 14951), м. Мукачеве Закарпатської області[19]
- 270-й зенітний ракетний полк (С-75) А0000 (в/ч 12242), м. Стрий Львівської області
- 276-й зенітний ракетний полк (С-200/С-75/С-125) А0000 (в/ч 44703), м. Світловодськ Кіровоградської області
- 392-й зенітний ракетний полк (С-200/С-75) в/ч 83216, м. Умань Черкаської області
- 438-й зенітний ракетний полк (С-75) в/ч 40876, м. Ковель Волинської області
- 508-й зенітний ракетний полк (С-75) в/ч 83561, м. Донецьк Донецької області
- 4606-та база зберігання озброєння і техніки А2090 (в/ч 21568) м. Житомир
- зенітна технічна ракетна база А2360 (в/ч 45151), м. Умань Черкаської області

### ППО сухопутних військ
- 59-й зенітний ракетний полк (51 МД) А3866, м. Володимир Волинської області ЗРК «ОСА»
- 253 зенітний ракетний полк (128 МД) ЗРК «ОСА»;
- 257-й зенітний ракетний полк (24 МД) ЗРК «ТОР»
- 300-й зенітний ракетний полк (38 АК) м. Хмельницький ЗРК «ОСА»
- 937-й зенітний ракетний полк (30 ТД) ЗРК «ОСА»
- 1069-й зенітний ракетний полк (17 ТД) А2843, м. Кривий Ріг Дніпропетровської області ЗРК «КУБ»
- 1161-й зенітний ракетний полк (28 МД) ЗРК «ОСА»
- 1175-й зенітний ракетний полк (25 МД) ЗРК «КУБ»
- 1215 зенітний ракетний полк (254 МД) ЗРК «КУБ»;

## Оснащення
- MIM-104 Patriot[20]
- FSAF SAMP/T
- NASAMS
- IRIS-T SLM
- С-300 (ПТ, ПС, В1) SA-10 Grumble, SA-12 Giant/Gladiator, SA-20 Gargoyle[21][22][23]
- С-125 SA-3 Goa[21][23][24]
- 9K330 «Тор» SA-15 Gauntlet[21][23][25]
- 9К37 «Бук» SA-11 Gadfly[21][23]
- 9К33 «Оса» SA-8 Gecko

Зняті з озброєння
- С-75 SA-2 Guideline
- 2К12 «Куб» SA-6 Gainful
- С-200 SA-5 Gammon

## Навчальні заклади
- Центр підготовки підрозділів протиповітряної оборони Сухопутних військ А4125, с. Мала Любаша Рівненська область

## Командувачі
- 2012—2018: генерал-майор Карпенко Дмитро Володимирович[26]
- з 2018: генерал-майор Ставський Юрій Миколайович[27]

## Традиції
Емблеми:

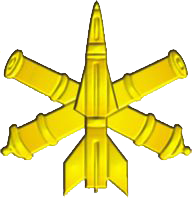
2007 — 2016
2016 — дотепер

## Матеріали
- Сергій Згурець (11 вересня 2018). ПОВІТРЯНА ТРИВОГА: Зенітні ракетні війська. Як розтріскувався захисний щит. defence-ua.com. Defense Express. Архів оригіналу за 11 вересня 2018. Процитовано 11 вересня 2018.
- Ракетні стрільби у Херсонській області: Що випробовує Україна. mil.in.ua. Український мілітарний портал. 2 листопада 2018. Архів оригіналу за 2 листопада 2018. Процитовано 2 листопада 2018.
- Кирило Данильченко (26 листопада 2018). Противовоздушная оборона Украины. bigkyiv.com.ua. Big Kyiv. Архів оригіналу за 21 травня 2022. Процитовано 21 травня 2022.
- Повітряні Сили кличуть на навчання майбутніх операторів західних ЗРК